# Tumulus d'Oleye
Le tumulus d'Oleye ou tombe romaine d'Oleye est un tumulus situé à Oleye dans la commune belge de Waremme en province de Liège. 

## Localisation
Ce tumulus se situe dans la campagne cultivée au nord du village hesbignon d'Oleye le long de la rue de Saint-Trond et à proximité du cimetière.
Il est aussi situé non loin de l'actuelle Voie Verte (ou Chaussée de Nivelles - nationale 784) - une ancienne voie secondaire (en latin, diverticula) de la chaussée romaine allant de Bavay à Cologne - témoignant d'une implantation à l'époque gallo-romaine.
Le tumulus est repris sur la liste du patrimoine immobilier classé de Waremme.